# NGC 2366

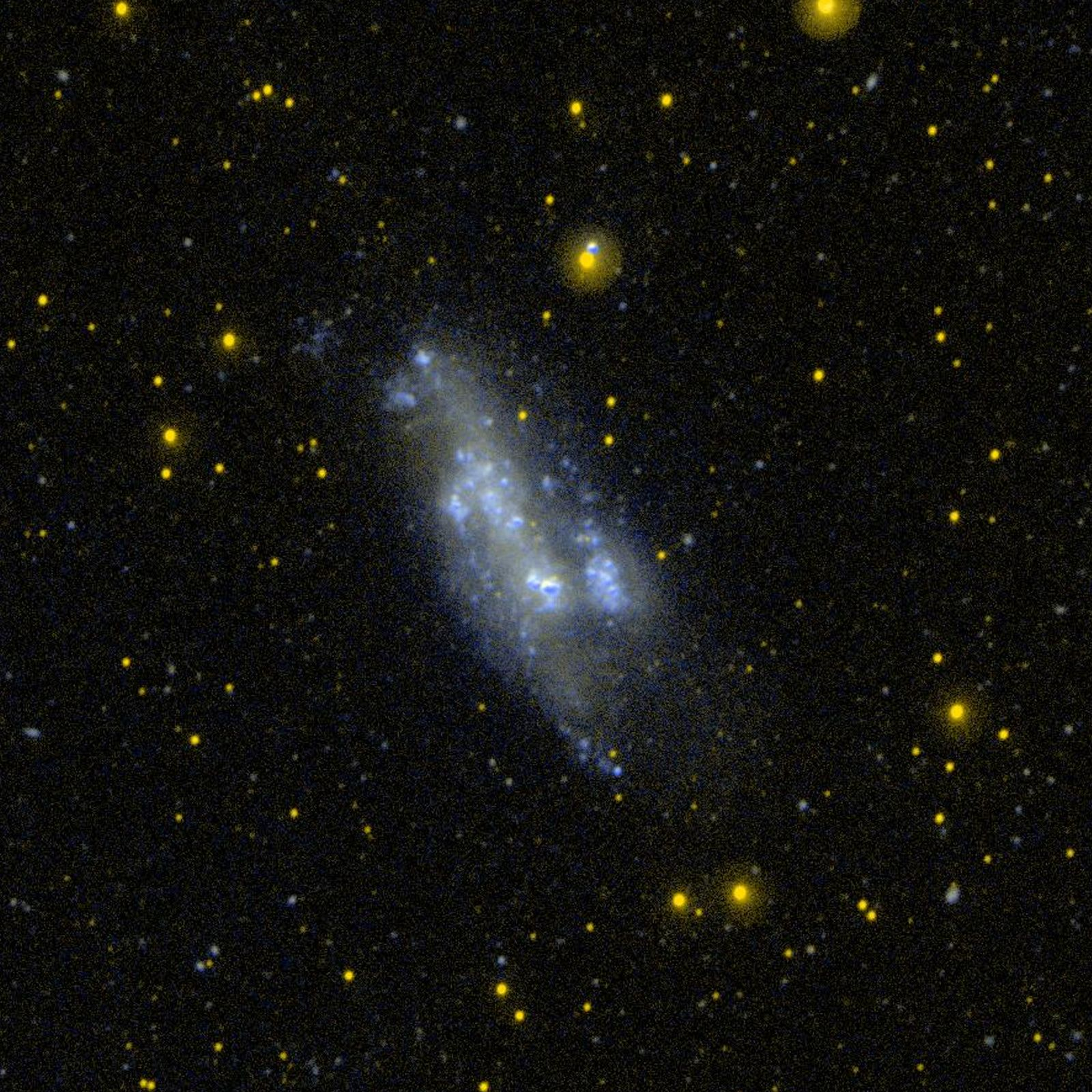
NGC 2366

NGC 2366 es una galaxia irregular alejada de la Tierra aproximadamente 11,43 millones de años luz. Está localizada en la constelación Camelopardalis.

## Descubrimiento

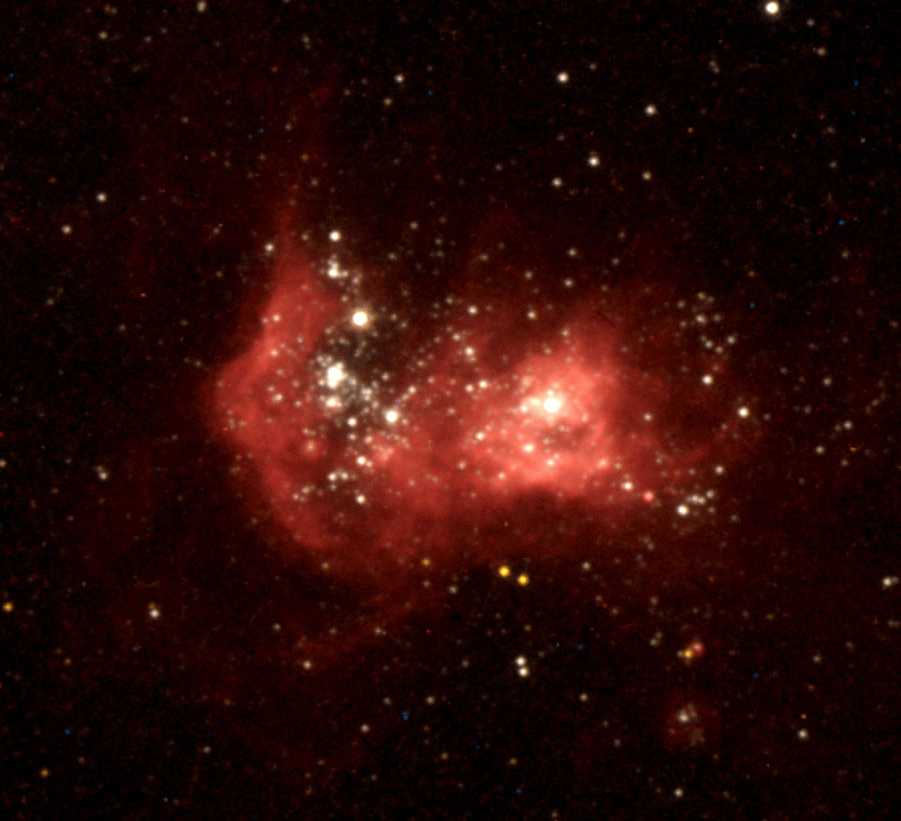
NGC 2366

La galaxia NGC 2366 fue descubierta el 3 de diciembre de 1788 por el astrónomo británico-alemán Wilhelm Herschel.